# Ermenonville-la-Grande
Ermenonville-la-Grande és un municipi francès, situat al departament de l'Eure i Loir i a la regió de Centre – Vall del Loira. L'any 2007 tenia 324 habitants.

## Demografia

### Població
El 2007 la població de fet d'Ermenonville-la-Grande era de 324 persones. Hi havia 115 famílies, de les quals 12 eren unipersonals (4 homes vivint sols i 8 dones vivint soles), 48 parelles sense fills i 55 parelles amb fills.
La població ha evolucionat segons el següent gràfic:
Habitants censats

### Habitatges
El 2007 hi havia 132 habitatges, 118 eren l'habitatge principal de la família, 9 eren segones residències i 5 estaven desocupats. Tots els 131 habitatges eren cases. Dels 118 habitatges principals, 109 estaven ocupats pels seus propietaris, 6 estaven llogats i ocupats pels llogaters i 3 estaven cedits a títol gratuït; 3 tenien dues cambres, 19 en tenien tres, 28 en tenien quatre i 68 en tenien cinc o més. 96 habitatges disposaven pel capbaix d'una plaça de pàrquing. A 37 habitatges hi havia un automòbil i a 76 n'hi havia dos o més.

### Piràmide de població
La piràmide de població per edats i sexe el 2009 era:
| Homes | Edats   | Dones |
| ----- | ------- | ----- |
| 0     | 95 o +  | 0     |
| 0     | 90 a 94 | 4     |
| 4     | 85 a 89 | 4     |
| 0     | 80 a 84 | 0     |
| 4     | 75 a 79 | 12    |
| 0     | 70 a 74 | 0     |
| 4     | 65 a 69 | 8     |
| 4     | 60 a 64 | 4     |
| 12    | 55 a 59 | 8     |
| 4     | 50 a 54 | 0     |
| 28    | 45 a 49 | 12    |
| 12    | 40 a 44 | 24    |
| 12    | 35 a 39 | 16    |
| 4     | 30 a 34 | 8     |
| 4     | 25 a 29 | 0     |
| 12    | 20 a 24 | 4     |
| 16    | 15 a 19 | 12    |
| 20    | 10 a 14 | 36    |
| 4     | 5 a 9   | 8     |
| 12    | 0 a 4   | 12    |

## Economia
El 2007 la població en edat de treballar era de 216 persones, 176 eren actives i 40 eren inactives. De les 176 persones actives 168 estaven ocupades (90 homes i 78 dones) i 8 estaven aturades (3 homes i 5 dones). De les 40 persones inactives 9 estaven jubilades, 16 estaven estudiant i 15 estaven classificades com a «altres inactius».

### Ingressos
El 2009 a Ermenonville-la-Grande hi havia 114 unitats fiscals que integraven 315,5 persones, la mediana anual d'ingressos fiscals per persona era de 21.777 €.

### Activitats econòmiques
Dels 7 establiments que hi havia el 2007, 3 eren d'empreses de construcció, 1 d'una empresa de comerç i reparació d'automòbils, 1 d'una empresa de transport, 1 d'una empresa financera i 1 d'una empresa de serveis.
L'únic servei als particulars que hi havia el 2009 era una lampisteria.
L'any 2000 a Ermenonville-la-Grande hi havia 16 explotacions agrícoles que ocupaven un total de 946 hectàrees.

## Poblacions més properes
El següent diagrama mostra les poblacions més properes.